# Oli Rahman
Pour les articles homonymes, voir Rahman (homonymie).
Oli Rahman ou Olli Rahman  est un footballeur ghanéen né le 7 juillet 1975. Il évoluait au poste de milieu de terrain.

## Biographie

### En équipe nationale
Il est médaillé de bronze avec le Ghana lors des Jeux olympiques d'été de 1992. Il dispute 2 matchs lors du tournoi olympique, inscrivant un but contre le Paraguay.  
International ghanéen, il reçoit une unique sélection en équipe du Ghana le 25 octobre 1992 contre le Burundi, dans le cadre des qualifications pour la Coupe du monde 1994,. 

## Carrière
- 1991-1994 :  Asante Kotoko SC

## Palmarès
Avec Asante Kotoko :
- Champion du Ghana en 1992 et 1993

Avec le Ghana :
- Médaillé de bronze aux Jeux olympiques d'été de 1992.